# 민영환
민영환(閔泳煥, 1861년 8월 7일 (음력 7월 2일) ~ 1905년 11월 30일)은 조선과 대한제국의 대신(大臣)이자 척신이다. 종묘배향공신이 되었다. 본관은 여흥이며, 민치구의 손자이자 민겸호의 친아들이며, 고종에게는 외사촌 동생이다. 명성황후 민씨의 친정 조카로 알려지지만 실제로는 13촌지간이 되는 먼 친척에 불과하다. 1905년 11월 을사늑약 체결에 반대하여 자결하였다. 자는 문약(文若), 호는 계정(桂庭), 사애(思厓), 시호는 충정(忠正)이다.

## 생애
민영환은 1861년 서울시 견지동에서 태어났다. 친아버지는 민겸호였으나, 뒤에 아들이 없던 큰아버지인 민태호에게 양자로 입적되었다. 1878년 문과에 병과로 급제하였으며, 이후 세도를 구가하던 민씨 척족의 총아로서 1881년 동부승지, 1882년 성균관 대사성에 오르는 등 쾌속 승진을 거듭하며 요직을 거쳤다. 하지만 임오군란때 생부 민겸호가 살해되자 거상을 위해 사직하였다.
4년 후인 1886년에 이조참의로 제수되면서 다시 정계로 복귀하였고, 이후 도승지, 이조참판, 예조판서, 형조판서, 한성부윤, 독판내무부사 등의 관직을 지냈다. 1895년 8월에는, 주미전권공사에 임명되었으나 이해 10월에 명성황후가 시해되는 을미사변이 일어나자 부임하지 못한 채 사직했다. 그리고 곧이어 친러파가 축출되고, 친일적 경향의 제3차 김홍집 내각이 들어서자 낙향해 두문불출했다.

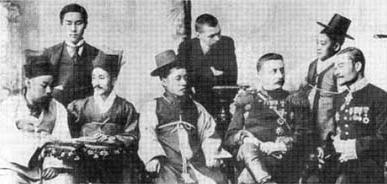
1896년 니콜라이 2세의 대관식에 참석했을 때 (앞줄 왼쪽 세 번째)

이듬해 민영환은 특명전권공사로 러시아 제국의 황제 니콜라이 2세 대관식에 참석하였는데, 이때 그는 일본, 미국, 영국 등지를 거치면서 서구 문명을 처음으로 접하게 된다.
귀국 후에 그는 의정부찬정(贊政), 군부 대신을 지낸 다음, 1897년(광무 1년) 또다시 영국·독일·프랑스·러시아·이탈리아·오스트리아-헝가리 6개국에 대한 특명전권공사로 발령을 받고 외유하였다. 잦은 해외여행으로 서양 문물에 일찍 눈을 뜨게 된 민영환은 개화 사상을 실천하고자 유럽 열강 세력의 제도를 모방하여 정치 제도를 개혁하고, 민권 신장(民權伸張)을 꾀할 것을 고종에 상소를 올린다. 다만 이는 전제왕권을 추구하던 고종의 성향과 반대되는 것이었고 그의 상소는 군사 제도 개편만이 채택되어, 고종은 원수부(元帥府)를 설치, 육군을 통할하게 하였다.
1896년 독립협회를 적극 후원하였고, 보다 근대적인 개혁을 시도할려다가 수구 세력인 민씨 일파에게 반감과 미움을 사게 되어 요직에서 파직되기도 하였다. 그 후 그는 다시 관직에 복귀하여 참정대신(參政大臣)등을 지내고, 훈1등(勳一等)과 태극장(太極章)을 받았다. 그리고 우의정, 좌의정, 영의정을 지냈다.
1897년 유럽 6개국 특명전권대사, 탁지부 대신, 장례원경, 표훈원 총재 등을 역임하면서 주요 관료로 겸임한다. 또한 대한제국 반포하기 이전의 여러 공적을 인정받아, 대한제국 선포 후 태극장(太極章)을 수여받았다.

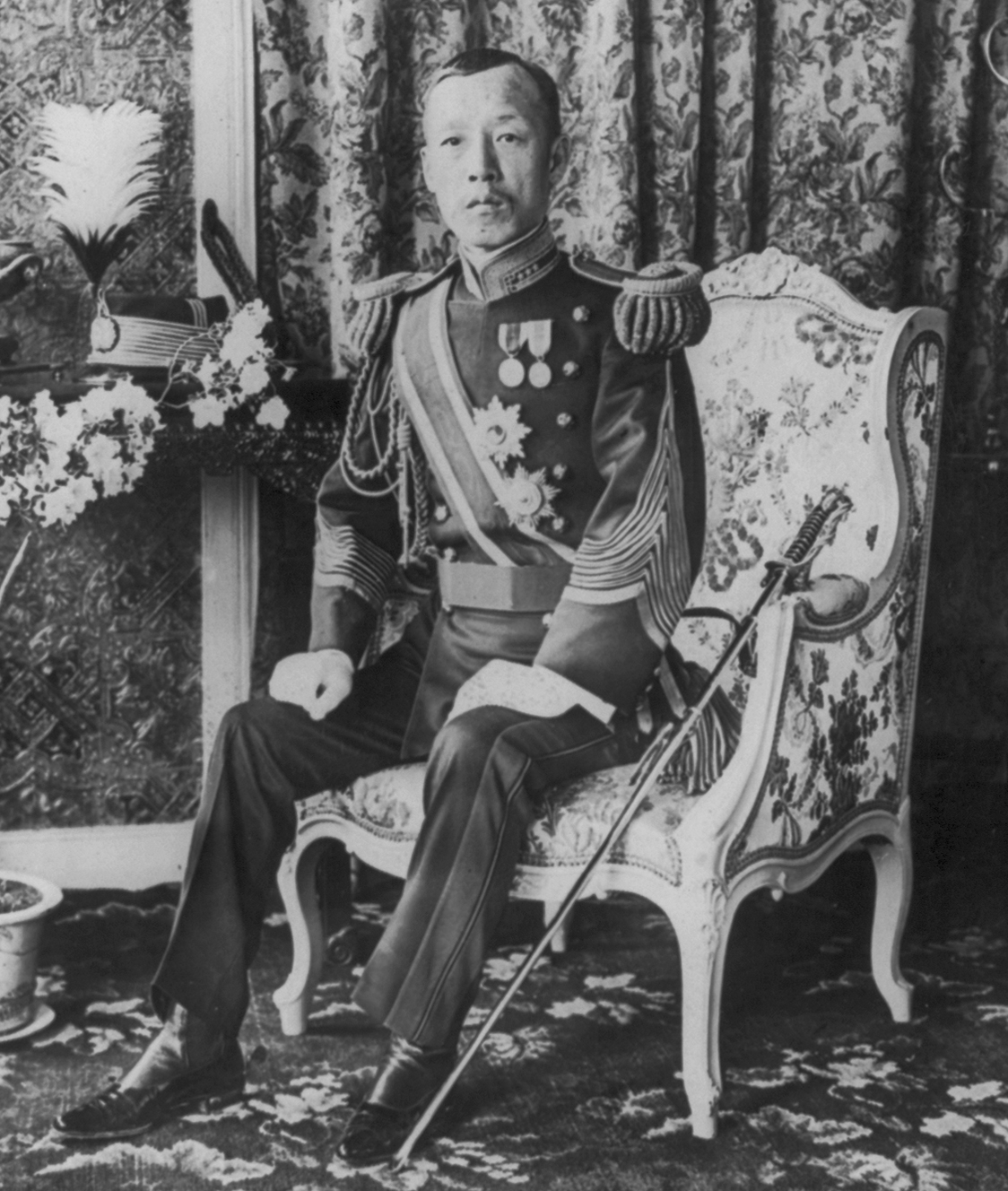
1904년경의 민영환

민영환은 친일적인 대신, 관료들과 수차례 대립하였고, 일본제국의 내정 간섭을 성토하다가 주요 요직에서 밀려나게 된다. 1905년 11월 17일 을사늑약의 체결을 크게 개탄하며, 조병세와 같이 을사늑약 반대 상소를 수차례 올렸으나 일제 헌병들의 강제 진압에 의해 실패하게 되고, '마지막으로 우리 대한제국 이천만 동포에게 고함'이라는 유서를 국민들에게 남기고 11월 30일 자결하였다. 유서 전문은 다음과 같다.
마지막으로 우리 대한제국 이천만 동포에게 고함
오호라, 나라의 수치와 백성의 욕됨이 여기까지 이르렀으니, 우리 인민은 장차 생존 경쟁 가운데에서 모두 진멸당하려 하는도다. 대저 살기를 바라는 자는 반드시 죽고 죽기를 각오하는 자는 삶을 얻을 것이니, 여러분이 어찌 헤아리지 못하겠는가? 영환은 다만 한 번 죽음으로써 우러러 임금님의 은혜에 보답하고, 우리 이천만 동포 형제에게 사죄하노라. 영환은 죽되 죽지 아니하고, 구천에서도 여러분을 기필코 돕기를 기약하니, 바라건대 우리 동포 형제들은 억천만배 더욱 기운내어 힘씀으로써 뜻과 기개를 굳건히 하여 그 학문에 힘쓰고, 마음으로 단결하고 힘을 합쳐서 우리의 자유와 독립을 회복한다면, 죽은 자는 마땅히 저 어둡고 어둑한 죽음의 늪에서나마 기뻐 웃으리로다. 오호라, 조금도 실망하지 말라.

## 사후

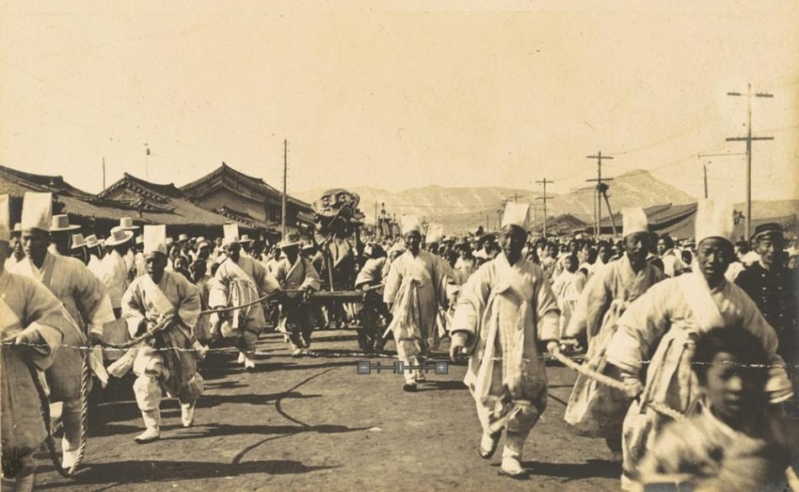
1905년, 민영환 충정공 영결식

사망 후에 의정대신(議政大臣)으로 추증되었고, 대한제국 고종이 사망한 뒤에는 고종 황제의 능원에 배향되었다. 1962년에 건국훈장 대한민국장을 추서받았다. 《민영환선생묘》는 경기도 용인시 기흥구 마북동 544-4에 있다. 대한민국 초대 대통령 이승만이 친필로 쓴 묘비가 있다. 1973년 7월 10일 경기도의 기념물 제18호로 지정되었다.
1994년 서울시 종로구 견지동에 그가 자결할 당시 살던 집터 표석이 설치되었다.
1946년 10월 1일 서울시에서 시호(諡號)인 충정(忠正)을 따서 충정로라는 동명을 제정했다.

## 기타
- 백부 민승호의 시호도 그의 시호와 같은 충정공이다. 그러나 일반적으로 민충정공이라 하면 민승호보다는 민영환이 더 많이 지목된다.
- 1904년, 한성부 감옥에 수감 중인 이승만에게 석방의 대가로, 고종의 밀사를 미국 대통령 시어도어 루스벨트에게 제출하게 한다. 이 때 이승만은 1904년 12월 31일, 워싱턴에 도착하자마자 민영환이 써준 소개장을 들고 아칸소 주 상원의원 휴 A. 딘스모어를 찾아가는데 아마도 그는 과거 서울 주재 미국 공사로 재직했을 때에 민영환과 인연이 있었던 것으로 보인다.[3]

딘스모어 의원은 이승만에게 당시 미 국무장관이자 중국에 관한 문호 개방 정책론자로 유명한 존 헤이와의 면담을 주선해주었고, 국무성에서 그와 30분간 면담을 하며 호의적인 답변을 끌어냈으나, 헤이 국무장관은 얼마 뒤 지병으로 사망하였다.[3] 이승만은 민영환과 한규설 앞으로 상세한 보고서를 작성하였고 일본의 검열을 피하기 위해 딘스모어를 통해 외교 문서 우편으로 주조선 미 공사에게 발송해 전달하였다.[3] 또한 이 보고서에서 이승만은 주미 조선 공사관 직원들과 장시간에 걸친 면담을 한 후, 신태무 대신에 김윤정 참사관을 공사로 임명할 것을 민영환에게 건의하였고 얼마 후 신 공사는 본국으로 송환되었다.[3] 1905년 8월 10일, 민영환은 결과를 떠나 애국심을 가지고 노력해준 이승만과 윤병구를 치하하며 삼백 달러의 돈을 보내주었다.[3] 이처럼 그의 애국 충정을 기억하고 있던 대통령 이승만은 그의 50주기 추념사에서 다음과 같이 그를 기리었다.[4]

고(故) 민충정공 50주기 추념식 추념사
1955년 11월 30일
세계 역사상에 나라마다 한번 성했다가 쇠하는 것은 면할 수 없는 것이 되고 있는데 나라가 성할 때에는 영광스러운 역사를 만들다가 쇠해갈 적에는 욕스러운 역사를 만드는 것이 동서양 각국을 물론하고 국가 수명의 장단은 차이가 있으나 나라가 성할 때에는 지도자와 민중이 잘해서 되는 것이고 쇠할 적에는 정부와 민중이 다 잘못해서 그렇게 되는 것이다.
우리나라의 4천년 역사에 제일 못되게 쇠폐한 역사는 우리나라 이조 말년에 된 것이니 이때에는 우리나라의 관민이 어떻게 못되게 했던지 우리 4천년 역사에 처음으로 우리나라를 이웃 나라에 뺏기고 40년 동안을 우리나라 사람이 노예가 되는 참상을 당했으니 이것은 우리 민족이 잘못한 죄로 인연해서 우리가 당할 수 없는 참상을 당했던 것인데, 지금 우리는 우리 민국이 다시 일어나서 또 빛나는 역사를 만들고 있으니 이것은 우리 민중이 다 새 민중이 되어서 전에는 나라가 어찌 되던지 나만 살면 고만이라고 하던 백성들이 다 각각 내 목숨을 바쳐서 우리나라를 영광스럽게 해야 된다는 정신과 목적을 가지고 일심합력해서 해나가는 결과인 것이다.
그런데 나라가 쇠망할 적에는 정부 당국과 민간 전체가 아무리 부패한 중에서라도 충신과 의사(義士)가 나서 욕스러운 역사에 한 빛난 점이 되게 만드는 것이니 우리나라만 보더라도 고려 말년에 전국이 다 망한 때에 정몽주 충신이 목숨을 바쳐서 그 역사의 끝을 빛나게 했고 이조 말년에는 민충정공(閔忠正公)이 있어서 욕스러운 역사에 빛난 점을 끼쳐 놓았던 것이다. 그때 4천년 역사에 제일 욕스러운 기록 중에 제일 빛난 기사를 두어서 천추에 자랑할 만한 기록이 있게 한 것은 우리나라의 민충정공인 것이다.
민충정공은 원래 고목쇄신(喬木世臣)으로 국운을 맡고 국가 개양 시대에 유신 방면으로 부국강병의 계획을 가지고 많이 노력하였으나, 임군이 어둡고 국운이 불행해서 유신 방면으로 개혁 경쟁에 모든 방침이 점점 실패되고 정권이 날로 쇠패해가는 자리에 당해서 유신당(維新黨)의 모든 지도자들과 백방으로 노력해 보았으나, 필경은 큰 집이 무너지는 것을 한 나무로 바로잡지 못해서 종사(宗社)가 없어지고 고국 강산이 남의 손에 빠지게 될 적에 이분이 혼자 골방에 들어가서 자수(自手)로 목숨을 버려서 절의를 세웠음에 이분이 우리나라 정신을 혼자서 표명한 것이다.
망국 시대에 당해서 나라를 구하는데 목숨을 내놓고 싸운 사람이 어찌 민충정공 한 분이리요마는 제 때에 자기 손으로 자기 목숨을 공헌해서 우리나라의 혼을 경성(警醒)하고 깨우치게 한 것은 이 한 분의 공적이며 우리가 모두 살아서 끝까지 싸운 사람들은 고초와 희생을 이 분보다 더 했을지라도 충성의 직책을 다 했다고는 할 수 없는 것이요, 오직 목숨을 다한 자가 충의를 행한 것으로 알게 되나니 민충정공은 우리나라 역사뿐만 아니라 세계 역사에 그 혁혁한 이름이 높은 자리를 점령하고 또 이 분의 충성을 다한 결과를 우리 한국 정신이 더욱 굳건하며 강대하게 되는 것이다.

지금 민충정공의 대의를 행한 50주년 기념에 대해서 우리 모든 민중은 그 충의를 치하하여 언제든지 나라가 위태할 때 우리도 이 분의 뒤를 따르고 우리 자손까지라도 다 이 정신을 지켜서 민충정공의 이름이 영광스럽게 들어나서 우리 나라가 부강한 나라가 되고 영광을 길게 누리기를 바라는 바이다.
- SBS 다큐멘터리 백만불 미스터리 제작진의 저서인 《하룻밤, 미스터리를 찾아서》(더난비즈)에 따르면 민영환이 일본의 식민지가 될 위험에 처한 조선을 걱정하며 자결한 장소에서 대나무가 자랐다고 전해진다. 이 대나무를 혈죽이라고 부른다.[5] 당시 일본에서는 항일운동이 번질 것을 우려하여 혈죽이 조작된 것이 아닌가 하는 의문을 갖고 조사하였으며, 민영환의 후손들에 의해 보관되어 내려왔다.

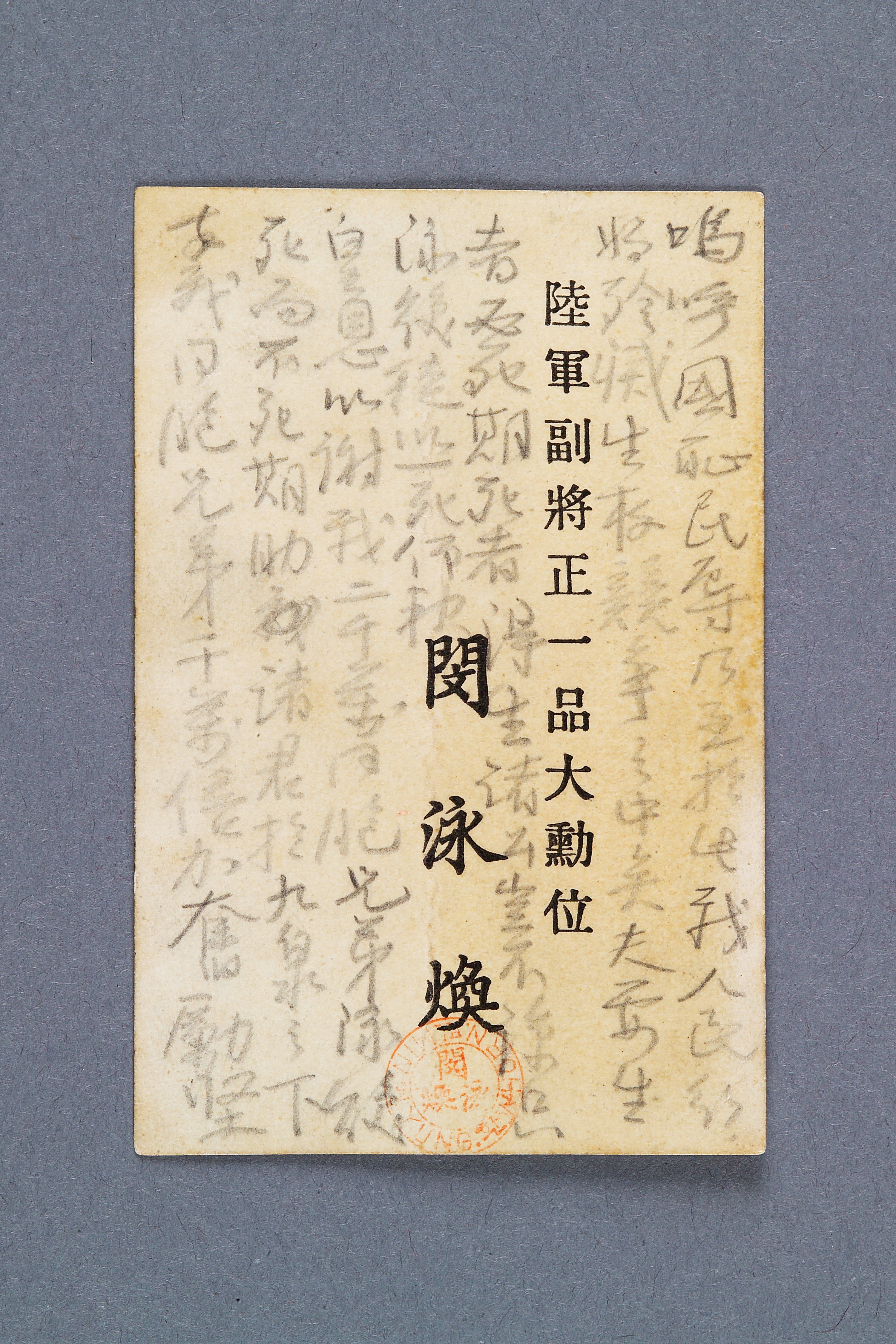
민영환 유서 (앞면)
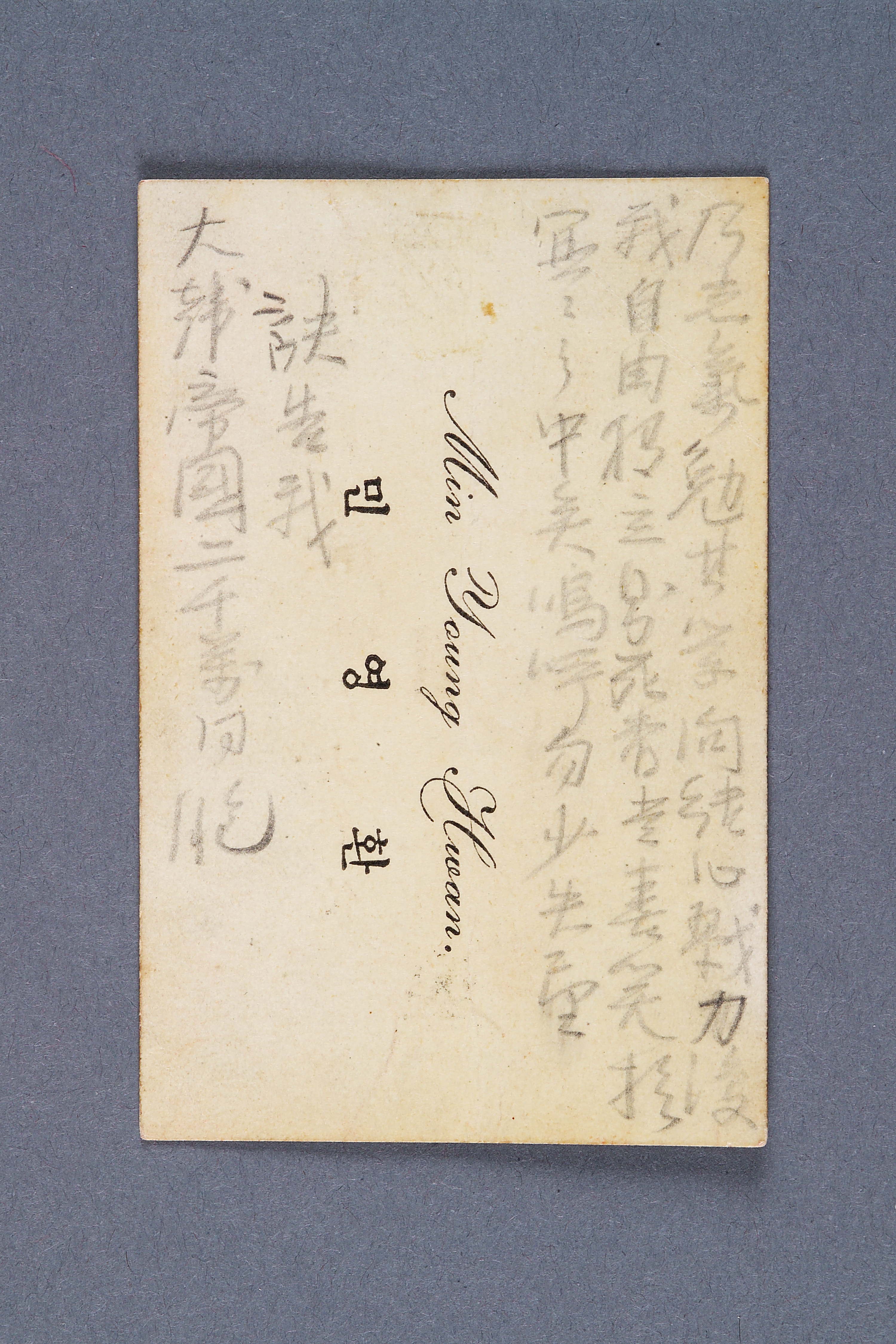
민영환 유서 (뒷면)

## 가족 관계
- 조부 : 민치구(閔致久)
- 조모 : 전주이씨(全州李氏, 통덕랑 이옥(李火+玉)의 딸. 경원군 이하전의 고모)
  - 백부 겸 양부 : 민태호(閔泰鎬, 생부 민겸호의 맏형이다)
  - 중부 : 민승호 (생부 민겸호의 둘째 형이다. 민치록에게로 입적)
  - 고모 : 여흥부대부인 민씨
  - 고숙 : 흥선대원군
    - 고종형님 : 고종

  - 생부 : 민겸호(閔謙鎬, 1838년 ~ 1882년)
    - 친동생 : 민영찬(閔泳瓚)
    - 부인 : 박수영(반남 박씨)
      - 장남 : 민범식(閔範植, 1899 ~ 1934)
        - 손자 : 민병철(閔丙哲)
        - 손자 : 민병기(閔丙岐, 1927 ~ 1986 前 고려대학교 교수)
        - 손자 : 민병일(閔丙逸)

      - 차남 : 민장식(閔章植)
        - 손자 : 민병덕(閔丙德)
        - 손자 : 민병진(閔丙鎭)

      - 삼남 : 민광식(閔光植)
        - 손자 : 민병섭(閔丙燮)
        - 손자 : 민병건(閔丙建)

      - 7촌 조카: 민원식, 민영환의 6촌형제인 민영철의 3남, 김규식의 보좌역[6] 참고로, 송병준은 민영환의 식객이었다.

    - 13촌 아주머니 겸 고종형수 : 명성황후 민씨
      - 14촌 여동생 : 순명효황후 민씨

## 같이 보기
- 민영환 선생 묘
- 민겸호
- 민태호
- 민규호
- 민승호
- 민영찬
- 명성황후
- 을사 보호 조약
- 한일 합방
- 김규식
- 박영효
- 송병준
- 윤치호
- 이상설
- 이상재
- 이승만
- 이준
- 조성하
- 조영하
- 독립유공자로 대한민국장을 수여받은 사람